# Сапожников, Леонид Михайлович
Леонид Михайлович Сапожников (29 апреля 1906 года — 24 февраля 1970 года) — советский учёный, специалист в области химии и коксования углей, доктор технических наук, профессор, член-корреспондент АН СССР.

## Биография
Родился 16(29) апреля 1906 года в Павлограде Екатеринославской губернии. Переехав с семьёй в Екатеринослав, с 1915 года учился в гимназии, с 1918 года — в трудовой школе. Потом работал помощником столяра, художником-копировальщиком, полевым рабочим. В 1929 году окончил Днепропетровский горный институт, будучи аспирантом при кафедре металлургии и горючих материалов. 
В 1930 году его командировали в Физико-технический институт Ленинграда, одновременно он руководит лабораторией Днепропетровского научно-исследовательского углехимического института и преподаёт химию угля в Днепропетровском химико-технологическом институте, где в 1934 году стал доцентом и в 1935 году профессором кафедры пирогенетических процессов. В 1936 году Президиум АН СССР утвердил Леонида Михайловича в учёной степени доктора технических наук без защиты диссертации за разработку пластометрического метода испытания углей. В 1937 переехал в Москву и до 1967 года руководил лабораторией химии и коксования углей в Институте горючих ископаемых Академии Наук.
В 1941 году эвакуирован в Свердловск и Кузбасс, где занимается обеспечением бесперебойной работы металлургических заводов, в 1944 году вошёл в Совет научно-технической экспертизы Госплана СССР. С 1944 по 1953 год заведовал лабораторией Центрального научно-исследовательского института чёрной металлургии. В 1946 году был избран членом-корреспондентом АН СССР.
С 1961 по 1962 год заведовал отделом Института теплоэнергетики АН СССР.

## Научная деятельность
Основное направление научной деятельности учёного — коксохимия. Совместно с Л. П. Базилевич в 1930—1934 годы разработал пластометрический метод испытания углей, который позволил оценивать их свойства, осуществлять подбор угольных смесей и составлять шихты, а также предложил классификацию углей каменноугольных бассейнов СССР, основанную на этом методе. В 1950-х годах разработал метод получения формованного доменного кокса из дешёвых слабоспекающихся углей на основе непрерывного коксования.

## Награды
- 2 ордена Ленина (1945; 1953)
- 2 ордена Трудового Красного Знамени (1935; 10.06.1945)
- Медаль «За доблестный труд в Великой Отечественной войне 1941—1945 гг.» (1946)
- Медаль «В память 800-летия Москвы» (1948)
- Нагрудный знак «Отличник социалистического соревнования чёрной металлургии» (1940)
- Нагрудный знак «За заслуги в стандартизации» (1967)[3].

## Семья
Жена — Базилевич Любовь Петровна (1909—1996)
Дочь — Базилевич Галина Леонидовна (1938—2009), с 1961 — замужем за Михаилом Емцевым, писателем-фантастом.
Сын — Базилевич Леонид Леонидович, род. 1940

## Основные труды
- Сапожников Л.М. и др. Исследование процесса коксования, классификация углей и расчёт шихт на основе пластометрического метода. — Харьков, Днепропетровск: Гос. науч.-техн. изд-во Украины, 1935.
- Сапожников Л.М. Каменные угли и металлургический кокс. — М., Л.: Изд-во АН СССР, 1941. — 78 с.
- Сапожников Л.М., Сперанская Г.В. Исследование современных принципов коксования углей. — М.: Изд-во АН СССР, 1953.
- Сапожников Л.М., Юровский А.З. Новая техника коксования и обогащения углей. — М.: Изд-во АН СССР, 1956. — 28 с.